# Mistrzostwa Polski w Boksie 2001
72. Mistrzostwa Polski w Boksie 2001 (mężczyzn) odbyły się w dniach 22–25 marca 2001 w Inowrocławiu.

## Medaliści
| Kategoria:                        | Złoto:                                  | Srebro:                                  | Brąz:                                                                        |
| waga papierowa (do 48 kg)         | Marcin Jaworek (Gwardia Warszawa)       | Rafał Kaczor (AKS Strzegom)              | Piotr Bębnowicz (Polonia Świdnica) Przemysław Roczniak (FAM Chełmno)         |
| waga musza (do 51 kg)             | Andrzej Rżany (Gwardia Wrocław)         | Krzysztof Rogowski (PKB Poznań)          | Dariusz Krzeszewski (Start Włocławek) Daniel Zajączkowski (Gwarek Łęczna)    |
| waga kogucia (do 54 kg)           | Tomasz Mazur (Gwardia Wrocław)          | Krzysztof Wróblewski (Zawisza Bydgoszcz) | Arkadiusz Lutyński (Walka Zabrze) Marcin Łęgowski (Zawisza Bydgoszcz)        |
| waga piórkowa (do 57 kg)          | Krzysztof Szot (Imex Jastrzębie)        | Robert Grzelakowski (PKB Poznań)         | Mariusz Cieślak (Gwardia Wrocław) Mariusz Dziembowski (Hetman Białystok)     |
| waga lekka (do 60 kg)             | Aleksander Nycz (Gwarek Łęczna)         | Adam Okrągły (Hetman Białystok)          | Stanisław Mazur (Gwardia Wrocław) Rafał Szamocki (Wda Świecie)               |
| waga lekkopółśrednia (do 63,5 kg) | Artur Bojanowski (Wda Świecie)          | Sławomir Malinowski (Imex Jastrzębie)    | Piotr Jankowski (Hetman Białystok) Paweł Spryszyński (Zawisza Bydgoszcz)     |
| waga półśrednia (do 67 kg)        | Mariusz Cendrowski (Energetyk Jaworzno) | Przemysław Sobczak (Gwarek Łęczna)       | Arkadiusz Małek (06 Kleofas Katowice) Robert Świerzbiński (Hetman Białystok) |
| waga lekkośrednia (do 71 kg)      | Mirosław Nowosada (Hetman Białystok)    | Artur Zwarycz (Gwardia Wrocław)          | Krystian Borucki (Zawisza Bydgoszcz) Marcin Piątkowski (Start Włocławek)     |
| waga średnia (do 75 kg)           | Paweł Kakietek (Gwardia Warszawa)       | Robert Gortat (Energetyk Jaworzno)       | Sebastian Kalaczyński (Imex Jastrzębie) Piotr Siwek (Gwarek Łęczna)          |
| waga półciężka (do 81 kg)         | Piotr Wilczewski (Gwardia Wrocław)      | Józef Gilewski (Energetyk Jaworzno)      | Leszek Gądek (Stoczniowiec Gdańsk) Wojciech Hajduk (Energetyk Jaworzno)      |
| waga ciężka (do 91 kg)            | Adam Roguszka (Zawisza Bydgoszcz)       | Michał Kwietniewski (Gwardia Wrocław)    | Waldemar Gałecki (Gwardia Warszawa) Adam Jurowski (KS Sosnowiec)             |
| waga superciężka (powyżej 91 kg)  | Grzegorz Kiełsa (Hetman Białystok)      | Tomasz Zeprzałka (Imex Jastrzębie)       | Dariusz Jarocki (FAM Chełmno) Adam Saleta (Kontakt Szczecin)                 |